# Heinrich Pëus

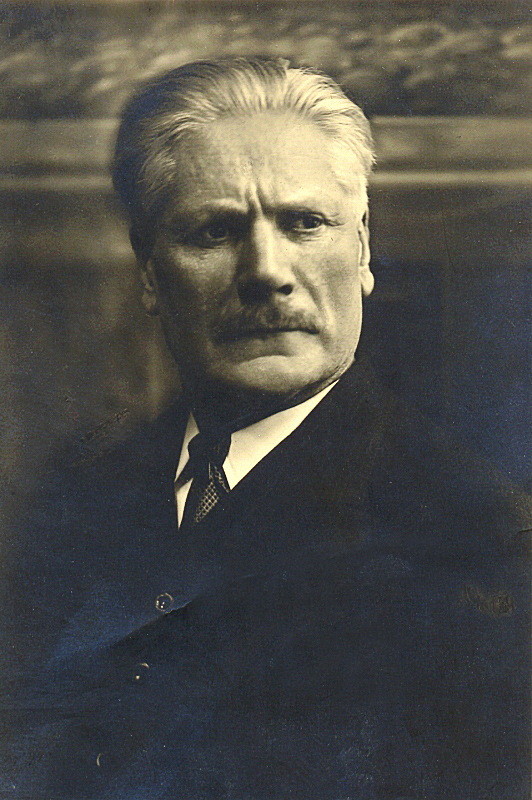
Heinrich Pëus

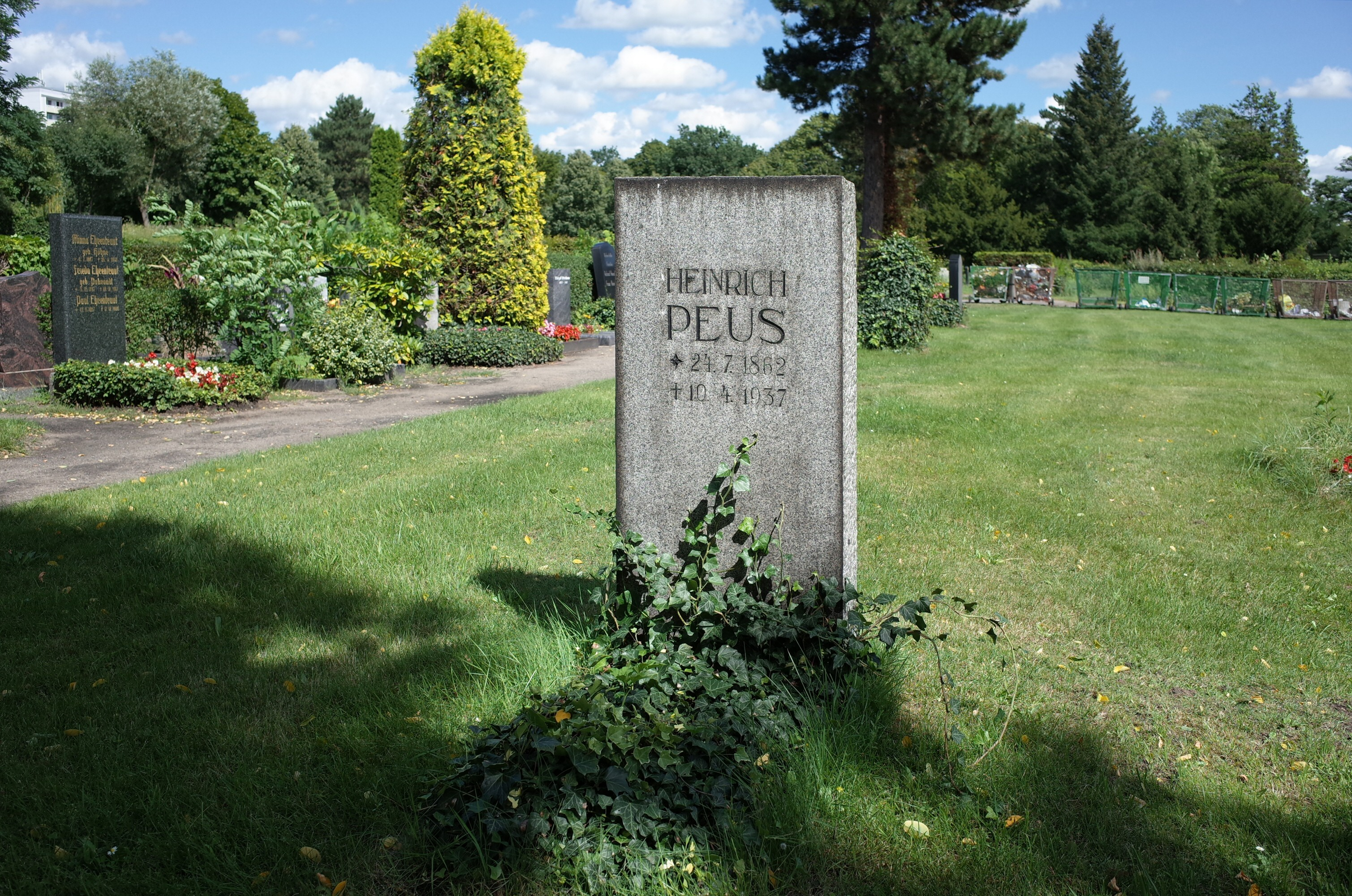
Ruhestätte

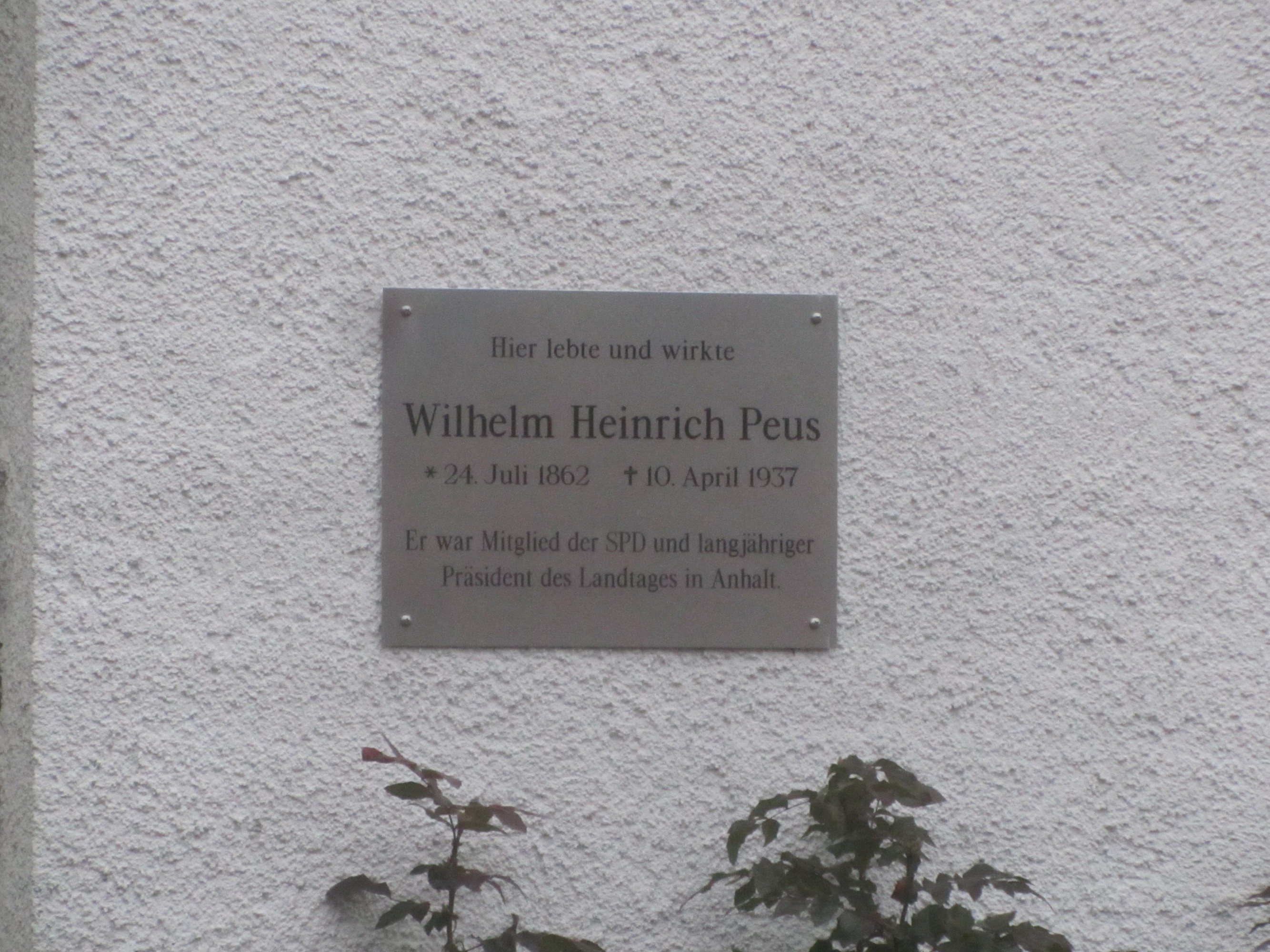
Gedenktafel

Wilhelm Heinrich Pëus (* 24. Juli 1862 in Elberfeld (heute Stadtteil von Wuppertal); † 10. April 1937 in Dessau) war ein deutscher Politiker (SPD).

## Leben und Wirken
Pëus war Sohn eines Tischlers. Nach Volksschule, Oberrealschule und Gymnasium in Elberfeld studierte der Protestant Pëus in den Jahren 1883 bis 1889 in Berlin Theologie, Nationalökonomie und Geschichte. Von 1890 an arbeitete er als Schriftsteller, von 1891 bis 1933 war er Redakteur des Volksblattes für Anhalt und anderer sozialdemokratische Zeitungen in Anhalt. Von 1900 an war er für das Genossenschaftswesen tätig, seit 1916 nach eigenen Angaben „aktiver Bodenreformer und Agitator für das Eigenheim als Reichsheimstätte“.
Schon während des Kaiserreiches war Heinrich Pëus von 1896 bis 1898, von 1900 bis 1906 und von 1912 bis 1918 für den Wahlbezirk Regierungsbezirk Potsdam 8 (Westhavelland - Brandenburg an der Havel) Mitglied des Reichstages. Von 1902 bis 1908 gehörte er außerdem dem Landtag des Herzogtums Anhalt an, von 1918 bis 1933 dem Landtag des Freistaates Anhalt; viele Jahre war er dessen Präsident. In der Weimarer Republik gehörte er von 1928 bis 1930 erneut dem Reichstag an.
Auch in der Kommunalpolitik, in der Stadt Dessau und auf Kreisebene, war er aktiv. Im Jahr 1901 gründete er in Dessau einen Konsumverein, 1910 rief er den Volkshaussparverein und später den Anhaltischen Siedlerverband ins Leben.
Im Jahr 1925 sicherte er zusammen mit dem damaligen Dessauer Oberbürgermeister Fritz Hesse den Fortbestand des Bauhauses, dem nach seiner Schließung in Weimar das Aus drohte. Danach wurde es in Dessau weiter entwickelt. Pëus war davon überzeugt, dass die Ansichten des Bauhauses sozialdemokratischen Zielen entsprachen und durch Wohnungsbau mit modernen Produktionsmitteln, stärkerer Industrialisierung und gut geplanter Fertigbauweise soziale Probleme zu lösen sind; so sollte bezahlbarer Wohnraum für viele geschaffen werden. Vor fachlichem Streit mit dem Bauhaus-Direktor Walter Gropius scheute Pëus bei aller Zustimmung zu dessen Meinungen nicht zurück. Er veröffentlichte 1926 und 1927 vier größere Grundsatzartikel zum Thema Bauhaus, darunter einen mit dem Titel Die Kathedrale des Sozialismus.
Heinrich Pëus bezeichnete sich als Monist. Er setzte sich zunächst für Esperanto und dann für Ido ein; unter anderem erdachte er eine Ido-Kurzschrift. Auch in der Abstinenzbewegung war er aktiv.
Sein Nachlass befindet sich im Stadtarchiv von Dessau-Roßlau.
Klaus Wettig schrieb über ihn: Heinrich Pëus blieb durch die Teilung der Welt in zwei Lager nach dem Zweiten Weltkrieg ein Vergessener. Dass die Arbeit eines Sozialdemokraten im Nachkriegsdeutschland vergessen blieb, war Folge des politischen Klimas. In der kulturellen Enge der frühen Bundesrepublik wurde das Bauhaus-Erbe nur langsam angenommen, zu stark wirkte die NS-Zeit nach.

## Würdigungen
- Anlässlich seines 150. Geburtstages wurde am 24. Juli 2012 eine Gedenktafel an seinem ehemaligen Wohnhaus im Kiefernweg 18 in Dessau enthüllt.[3]
- Am 24. Juli 2012 gab es zu seinen Ehren in Dessau eine Festveranstaltung unter dem Titel Ein Politiker aus dem Kraftfeld der Moderne, vorbereitet durch das Landesbüro Sachsen-Anhalt der Friedrich-Ebert-Stiftung.

### Benennungen
- In Bernburg (Saale) trägt eine Straße Peus' Namen.
- In Dessau-Roßlau trägt die Straße südlich der Meisterhäuser seinen Namen.
- In Köthen (Anhalt) wurde im Jahr 2000 das Heinrich-Peus-Haus als Veranstaltungsforum und Begegnungsstätte eröffnet.[5]